# Becquerelia discolor
Becquerelia discolor är en halvgräsart som beskrevs av Carl Sigismund Kunth. Becquerelia discolor ingår i släktet Becquerelia och familjen halvgräs. Inga underarter finns listade i Catalogue of Life.